# Воднянци (Видинская область)
Воднянци (болг. Воднянци) — село в Болгарии. Находится в Видинской области, входит в общину Димово. Население составляет 238 человек.

## Политическая ситуация
В местном кметстве Воднянци, в состав которого входит Воднянци, должность кмета (старосты) исполняет Николай Георгиев Николов (коалиция в составе 3 партий: Болгарская социалистическая партия (БСП), Движение за права и свободы (ДПС), ДПС,БЪЛГАРСКА СОЦИАЛИСТИЧЕСКА ПАРТИЯ) по результатам выборов.
Кмет (мэр) общины Димово — Тодор Илиев Тодоров (коалиция в составе 2 партий: Болгарская социалистическая партия (БСП), Движение за права и свободы (ДПС)) по результатам выборов.